# Молодёжный (Саратовская область)
Молодёжный — посёлок в Перелюбском районе Саратовской области, административный центр сельского поселения Молодёжное муниципальное образование.
Население — 844 (2010)

## Физико-географическая характеристика
Посёлок находится в Заволжье, на правом берегу реки Камелик. Высота центра населённого пункта — около 40 метров над уровнем моря. Почвы: в пойме Камелика — пойменные нейтральные и слабокислые, выше поймы, по правой стороне долины реки Камелик — чернозёмы южные.
Посёлок расположен в 56 км по прямой в западном направлении от районного центра села Перелюб. По автомобильным дорогам расстояние до районного центра составляет 69 км, до областного центра города Саратов — 290 км, до города Пугачёв — 60 км, до Самары — 240 км. Ближайший населённый пункт — село Малая Тарасовка расположено на противоположном берегу реки Камелик

## История
На административной карте Саратовской области 1939 года населённый пункт отмечен в границах Клинцовского района как совхоз «Клевенский». На административной карте Саратовской области 1956 года отмечен как посёлок Клевенский. В составе Перелюбского района с 1960 года.
В 1963 году указом Президиума Верховного Совета РСФСР село Клевенка переименовано в посёлок Молодёжный.

## Население
Динамика численности населения по годам:
| Годы      | 2002 |
| --------- | ---- |
| Население | 1010 |

| 2002 | 2010 |
| ---- | ---- |
| 1010 | ↘844 |

Национальный состав
Согласно результатам переписи 2002 года русские составляли 80 % населения.